# Медаль «Маршал Баграмян»
Меда́ль «Ма́ршал Баграмя́н» — ведомственная награда Вооружённых сил Республики Армения (ВС РА).
Учреждена приказом министра обороны Республики Армения 11 мая 1997 года и приурочена к празднованию 100-летия со дня рождения выдающегося советского полководца, дважды Героя Советского Союза, Маршала Советского Союза — Ивана Христофоровича Баграмяна.

## Устав медали[1]
Устав медали «Маршал Баграмян» действует с 11 мая 1997 года.
Медалью «Маршал Баграмян» награждаются: лица, участвовавшие в боевых действиях в Великой Отечественной войне, ветераны труда, которые активно участвуют в воспитании молодежи в военно-патриотическом духе, генералы и офицеры, рядовые и сержанты национальной армии Республики Армения, которые принимали непосредственное участие в боевых действиях во время защиты границ Армении.
Ходатайство на награждение медалью «Маршал Баграмян» ВС РА представляется со стороны совета Союза ветеранов Министерства обороны Республики Армения, войны и труда и председательства фонда «Маршал Баграмян».
Награждение медалью осуществляется по приказу министра обороны Республики Армения.
Награждённым медалью «Маршал Баграмян» ВС РА выдаётся свидетельство о её ношении.
Медаль «Маршал Баграмян» ВС РА носят на левой стороне груди, после медали «За самоотверженность и доблесть» Республики Армения.
Медалью «Маршал Баграмян» ВС РА могут быть награждены ветераны Великой Отечественной войны и военнослужащие стран СНГ и других государств.

## Описание медали
Медаль изготовлена из латуни, имеет форму круга диаметром 32 мм с выпуклым бортиком с лицевой стороны.
На лицевой стороне медали — рельефное погрудное изображение маршала И. Х. Баграмяна в военной форме — кителе с маршальской звездой и двумя медалями «Золотая Звезда» Героя Советского Союза.
На оборотной стороне медали — на армянском языке надпись рельефными буквами: «Маршал Баграмян». Под ней крупными цифра «100». Внутри двух нолей цифры «100» ещё две цифры «1897» и «1997».
Медаль при помощи ушка и кольца соединяется с пятиугольной колодкой, обтянутой шёлковой муаровой трёхцветной лентой в соответствии с расцветкой Государственного флага Республики Армения. Ширина ленты — 24 мм.

## Награждённые медалью
Точное количество награждённых медалью с 1997 года подсчитать сложно.
Каждый год, в преддверии Дня Победы, министр обороны Армении вручает порядка 100 медалей «Маршал Баграмян» армянским ветеранам Великой Отечественной войны.
Кроме того медали вручаются соотечественникам во время официальных визитов представителей Министерства обороны Республики Армения в страны СНГ, а также военнослужащим вооружённых сил Армении и других государств за отличную службу и участие в объединённых учениях.
За годы существования медали «Маршал Баграмян» ею были награждены: 
- Абраамян О. А. — армянский государственный деятель, премьер-министр Армении;
- Акопян Г. Г. — армянский военный деятель, генерал-полковник;
- Акопян М. Г. — военный деятель, министр обороны непризнанной НКР;
- Аматуни А. А. — советский генерал, участник Великой Отечественной войны, Герой Советского Союза;
- Арутюнян М. А. — армянский военный и государственный деятель, министр обороны Армении (2007—2008), генерал-полковник;
- Бахин А. В. — первый заместитель Министра обороны Российской Федерации (2012—2015). Генерал армии (2013);
- Вартанян Г. А. — легендарный разведчик, участник Великой Отечественной войны, полковник, Герой Советского Союза;
- Вартанян Г. Л. — вдова легендарного разведчика, Героя Советского Союза Г. А. Вартаняна[7];
- Гаджун Г. П. — начальник управления Главного управления Генерального штаба Вооружённых Сил Российской Федерации, генерал-лейтенант (за укрепление боевого сотрудничества между Арменией и Российской Федерацией)[8];
- Галпакян Воскан – архиепископ (за заслуги перед Вооруженными силами Армении, а также за постоянную поддержку армянским курсантам, обучающимся в военно-учебных заведениях Греции)[9];
- Гаспарян В. С. — армянский военный и государственный деятель, генерал-лейтенант (2011);
- Герасимов В. В. — первый заместитель Министра обороны Российской Федерации, генерал армии;
- Григорян М. С. — армянский военный деятель, генерал-лейтенант;
- Далибалтаян Г. А. — советский и армянский военный деятель, генерал-полковник;
- Енгибарян В. Н. — советский боксёр, трёхкратный чемпион СССР;
- Иванян Х. И. — советский и армянский военный деятель, генерал-лейтенант, Герой НКР;
- Казарян К. Б. — армянский политический и военный деятель, генерал-майор;
- Корабельников В. В. — начальник Главного управления Генерального штаба Вооружённых Сил Российской Федерации, генерал армии, Герой Российской Федерации (за укрепление боевого сотрудничества между Арменией и Российской Федерацией);
- Кочоян, Вагаршак Вартанович — участник Великой Отечественной войны, уроженец станицы Отрадная Краснодарского края, армянин по происхождению[10];
- Лукиан — епископ, Преосвященный Благовещенской епархии (за многолетнее окормление православной армянской общины Амурской области)[11];
- Мазуркевич А. И. — начальник Главного управления международного военного сотрудничества Минобороны России (1997—2007), генерал-полковник (за укрепление боевого сотрудничества между Арменией и Российской Федерацией);
- Мелконян Г. Х. — армянский военный деятель, генерал-лейтенант, заместитель министра обороны Армении;
- Овсепян А. Г. — генеральный прокурор Республики Армения (2004—2013);
- Стайков Тодор — чрезвычайный и полномочный посол Болгарии в Республике Армения (за вклад в дело развития армяно-болгарского военного сотрудничества)[12];
- Тер-Григорьянц Н. Г. — советский военачальник, армянский политический деятель, генерал-лейтенант;
- Тер-Тадевосян А. И. — армянский военный деятель, Герой Арцаха, генерал-майор;
- Филатов В. Н. — начальник Военно-топографического управления Генерального штаба Вооружённых Сил Российской Федерации — начальник Топографической службы Вооружённых Сил Российской Федерации, генерал-лейтенант;
- Хачатуров Ю. Г. — бывш. начальник Генерального штаба Вооруженных сил Армении, генерал-полковник.